# Andrea Martí
Andrea Martí (n. Ciudad de México; 31 de agosto de 1987) es una actriz mexicana. Su debut en televisión tuvo lugar en el año 2008 en la telenovela de TV Azteca, Pobre rico, pobre en el cual interpretó el papel de Ingrid Peláez. También tuvo una pequeña participación en la telenovela Secretos del alma y al año siguiente, recibió su primer protagónico en Mujer comprada, al lado de José Ángel Llamas, Gabriela Vergara, Bernie Paz, Saby Kamalich y Matías Novoa.
En el 2010, coprotagonizó Prófugas del destino, al lado nuevamente de Gabriela Vergara y José Ángel Llamas, parte del elenco lo conformaron Mayra Rojas, Fernando Ciangherotti, Vanessa Ciangherotti, Armando Torrea y Verónica Langer.
En el 2012, regresa a la televisión con el protagónico de La mujer de Judas, al lado de Anette Michel, Víctor González, Daniel Elbittar y Geraldine Bazán.

## Filmografía

### Series
- 2024 Un día para vivir - Ana
- 2024 Lotería del crimen - Azul
- 2023 Lo que callamos las mujeres - Julia
- 2010 Lo que callamos las mujeres - En peligro

### Telenovelas
- 2017-2018 - La hija pródiga - Pamela Montejo García
- 2016 -2020- La doña - Regina Sandoval Ramos
- 2016 - La querida del Centauro - Bibiana Taborda
- 2014-2015 - Las Bravo - Lucía de Barbosa
- 2013-2014 - Prohibido amar - Olga Ramírez
- 2012 - La mujer de Judas - Natalia Leal/Natalia Castellanos Del Toro
- 2010-2011 - Prófugas del destino - Beatriz Torres "Betty" (Sor María)
- 2009-2010 - Mujer comprada - Angélica Valdez
- 2008-2009 - Secretos del alma - Eugenia
- 2008-2009 - Pobre rico... pobre - Ingrid Peláez

### Programas de TV
- 2015 - Baila si puedes - Participante
- 2025 - Survivor México: Héroes vs villanos - Participante[1]

## Curiosidades
Estudió en el  CEFAT (Centro de Estudios y Formación Actoral para Televisión) de Televisión Azteca, junto con los reconocidos actores: Matías Novoa, Lía Ferré, Lambda García y Wendy Braga, quienes hasta la fecha siguen siendo muy buenos amigos.
Ha trabajado en 7 telenovelas (todas de TV Azteca), protagonizando 3 de ellas.
En Prófugas del destino, compartió créditos con el elenco base de su anterior telenovela, Mujer comprada del 2009, ellos son: José Ángel Llamas y Gabriela Vergara.